# Фреквенцијска модулација
Фреквенцијска модулација (фреквентна модулација) је врста угаоне модулације, при којој се носећа фреквенција мијења пропорционално сигналу корисне информације. Амплитуда носеће фреквенције се држи константном. Уз амплитудну и фазну модулацију, представља једну од три основне врсте модулације.
Ако је сигнал информације аналогни сигнал (глас, музика), носећа фреквенција ће се мијењати континуално у одређеном фреквентном опсегу. Ако је сигнал информације дигитални сигнал, носећа фреквенција може имати двије или више дискретних вриједности. У најједноставнијем облику ФСК (енгл. FSK, Frequency Shift Keying) фреквенција може да се одржава на једној вриједности за дигиталну нулу, а на другој за јединицу.

## Фреквентна или фазна модулација?
Фреквентна и фазна модулација су врло сличне: није могуће мијењати само фазу без промјене фреквенције, и обрнуто. Разликујемо их само у томе која особина носиоца се директно мијења. Ако се директно мијења фреквенција, а индиректно фаза, говоримо о фреквентној модулацији. Ако се директно мијења фаза, а индиректно фреквенција, говоримо о фазној модулацији.

## Примјена
Комерцијалне радио-станице у опсегу ултракратких таласа (УКТ) користе фреквентну модулацију. Користи се и за пренос звука у бежичном телевизијском систему, и многе друге жичне и бежичне комуникационе системе.
Предност фреквентне модулације над амплитудном у радио комуникацији је већа отпорност на сметње, а мана шири фреквентни опсег.

## Могући облици модулације
Размотримо математички израз за синусоидални талас:
 = Vp sin (2π+θ) или
 =   (ω+θ)
гдје је
- = тренутна вриједност синусоидалног напона
- = вршна вриједност синусоидалног напона
- = фреквенција (Hz)
- ω = 2π = угаона брзина
- = вријеме (s)
- ω = 2π = угао у радијанима
- θ = фазни угао

Из овога можемо видјети да постоје три начина модулације, зависно од тога на који начин се мијења носилац. То су амплитудна, фреквентна и фазна модулација.